# Morsefest 2017: Testimony of a Dream
Morsefest 2017: Testimony of a Dream è il terzo album dal vivo del gruppo musicale statunitense The Neal Morse Band, pubblicato il 16 novembre 2018 dalla Radiant Records.

## Descrizione
Contiene le registrazioni integrali (sia audio che video) inerenti alle due serate della quarta edizione del Morsefest. Durante la prima serata il gruppo ha proposto l'esecuzione integrale del concept album Testimony Two, quindicesimo album in studio da solista di Morse, mentre nella seconda è stato proposto per l'ultima volta l'album The Similitude of a Dream, secondo album in studio della formazione. Per entrambi i concerti, il gruppo è stato accompagnato da una sezione di archi e ottoni.

## Tracce

### CD
Disc 1 – Rare Epics
Testi e musiche di Neal Morse.
1. Intro – 1:47
2. Lifeline – 12:22
3. So Many Roads: Part I - So Many Roads – 4:40
4. So Many Roads: Part II - Star for a Day – 4:39
5. So Many Roads: Part III - The Humdrum Life – 5:26
6. So Many Roads: Part IV - All the Way to the Grave – 5:16
7. So Many Roads: Part V - The Eyes of the Saviour – 7:13
8. So Many Roads: Part VI - So Many Roads (Reprise) – 1:16
9. Supernatural – 7:54
10. Seeds of Gold – 26:36

Disc 2 – Testimony 2
Testi e musiche di Neal Morse.
1. Mercy Street – 4:43
2. Overture No. 4 – 5:20
3. Time Changer – 6:13
4. Jayda – 6:28
5. Nighttime Collectors – 4:34
6. Time Has Come Today – 4:36
7. Jesus' Blood – 6:40
8. The Truth Will Set You Free – 7:52
9. Chance of a Lifetime – 6:49
10. Jesus Bring Me Home – 4:46
11. Road Dog Blues – 2:49
12. It's for You – 5:57
13. Crossing Over/Mercy Street Reprise – 11:54

Disc 3 – The Similitude of a Dream - Part One
Testi di Neal Morse, musiche di The Neal Morse Band.
1. Intro – 2:56
2. Long Day – 1:52
3. Overture – 5:56
4. The Dream – 2:45
5. City of Destruction – 5:03
6. We Have Got to Go – 2:30
7. Makes No Sense – 4:09
8. Draw the Line – 4:01
9. The Slough – 3:01
10. Back to the City – 4:26
11. The Ways of a Fool – 7:00
12. So Far Gone – 5:11
13. Breath of Angels – 7:24

Disc 4 – The Similitude of a Dream - Part Two
Testi di Neal Morse, eccetto dove indicato, musiche di The Neal Morse Band, eccetto dove indicato.
1. Slave to Your Mind – 6:20
2. Shortcut to Salvation – 4:42
3. The Man in the Iron Cage – 5:20
4. The Road Called Home – 3:34
5. Sloth – 6:04
6. Freedom Song – 4:02
7. I'm Running – 3:46
8. The Mask – 5:18
9. Confrontation – 3:54
10. The Battle – 3:04
11. Broken Sky/Long Day (Reprise) – 10:47
12. Author of Confusion – 10:05 (Randy George, Neal Morse)
13. The Call – 10:54 (testo: The Neal Morse Band)

### DVD/BD
Disc 1 – Rare Epics + Testimony 2
Testi e musiche di Neal Morse.
1. Lifeline – 14:10
2. So Many Roads – 28:30
3. Supernatural – 7:54
4. Seeds of Gold – 26:36
5. Mercy Street – 6:15
6. Overture No. 4 – 5:20
7. Time Changer – 6:24
8. Jayda – 7:32
9. Nighttime Collectors – 4:34
10. Time Has Come Today – 4:44
11. Jesus' Blood – 6:40
12. The Truth Will Set You Free – 7:52
13. Chance of a Lifetime – 6:49
14. Jesus Bring Me Home – 4:46
15. Road Dog Blues – 2:49
16. It's for You – 5:57
17. Crossing Over/Mercy Street Reprise – 11:59
18. Behind the Scenes Documentary: The Making of Morsefest 2017 – presente nell'edizione Blu-ray

Disc 2 – The Similitude of a Dream
Testi di Neal Morse, eccetto dove indicato, musiche di The Neal Morse Band, eccetto dove indicato.
1. Long Day – 4:48
2. Overture – 5:56
3. The Dream – 2:45
4. City of Destruction – 5:12
5. We Have Got to Go – 2:30
6. Makes No Sense – 4:16
7. Draw the Line – 4:01
8. The Slough – 3:01
9. Back to the City – 4:26
10. The Ways of a Fool – 9:41
11. So Far Gone – 5:14
12. Breath of Angels – 7:24
13. Slave to Your Mind – 6:08
14. Shortcut to Salvation – 4:42
15. The Man in the Iron Cage – 5:20
16. The Road Called Home – 3:34
17. Sloth – 6:04
18. Freedom Song – 4:02
19. I'm Running – 3:46
20. The Mask – 5:18
21. Confrontation – 3:54
22. The Battle – 3:04
23. Broken Sky/Long Day (Reprise) – 10:47

- Encores

1. Author of Confusion – 10:05 (Randy George, Neal Morse)
2. Agenda – 2:27 (testo: The Neal Morse Band)
3. The Call – 10:54 (testo: The Neal Morse Band)

## Formazione
Gruppo
- Neal Morse – voce principale, chitarra, tastiera
- Mike Portnoy – batteria, voce
- Eric Gillette – chitarra, voce
- Randy George – basso, bass pedals, voce
- Bill Hubauer – tastiera, mandolino, sassofono, voce

Altri musicisti
- Holly Smith – corno
- David Cooper – trombone
- Dominique Caster – tromba
- Cremaine Booker – violoncello
- Michael Lucarelli – viola
- Laura Epling – primo violino
- Camille Faulkner – secondo violino
- Devante Buford – sassofono, flauto
- Gabe Klein – percussioni
- Wil Morse – direzione del coro, voce secondaria
- Rick Altizer – voce secondaria
- Debbie Bresee – voce secondaria
- Stacie Fuck – voce secondaria
- Julie Harrison – voce secondaria
- Amy Pippin – voce secondaria
- April Zachary – voce secondaria
- Elizabeth Turrentine – coro
- Bonnie Massie – coro
- Ashley Morrell – coro
- Joanie Howard – coro
- Rebecca Delph – coro
- Melanie Whitaker – coro
- Levi Pippin – coro
- Brant Pippin – coro
- Chris Riley – coro
- Nick Mills – coro
- Joshua Turrentine – coro

Produzione
- Rich Mouser – ingegneria del suono, mastering audio
- Christian Rios – contenuto video
- Eric Gillette – missaggio audio
- Thad Kesten – regia, montaggio
- Scott Henry – produzione associata
- Luke Kesten – assistenza alla produzione e al montaggio